# Cărbunari, Iași
Cărbunari este un sat în comuna Grajduri din județul Iași, Moldova, România.